# Montebello (Kolumbia)
Montebello – miasto w Kolumbii, w departamencie Antioquia.